# Ik ben Camille
Ik ben Camille is een documentaireserie over Camille Dhont. Daarbij worden verschillende belangrijke gebeurtenissen getoond in haar leven. De opnamen duurde twee jaar. Het is sinds 2022 te zien op VTM en VTM GO. Op 27 december 2023 begon het tweede seizoen van de serie.